# 三川温泉
三川温泉（みかわおんせん）とは、新潟県東蒲原郡阿賀町五十沢にある温泉。

## 泉質

### 三川温泉
- ナトリウム-塩化物・硫酸塩泉
  - 泉温　40〜43℃

### 新三川温泉
「YOU＆湯 ホテルみかわ」の自家泉源。
- ナトリウム-塩化物・硫酸塩泉
  - 泉温　54.9℃

## 温泉街
阿賀野川の支流、新谷川沿いに三川温泉と新三川温泉に分かれる。後者は3番目の村営源泉として三川村（当時）が1985年（昭和60年）に掘り当てたものである。旅館は三川温泉側に数軒、新三川温泉側に1軒ある。
近辺に三川温泉スキー場がある。一部の旅館で日帰り入浴も受け付けている。閉館した旅館跡も残っている。
旅館
- 湯元館（三川温泉）
- 新かい荘（三川温泉）
- 旅館まるに（新三川温泉）
- 東宝（三川温泉）
- にゅーゆもと（三川温泉）
- 叶屋旅館（三川温泉）

廃業・休業
- you&湯 ホテルみかわ（休業。なお、ホテル内1階の公衆浴場「寿の湯」のみ営業）
- 三川館（廃業）
- 力館（廃業）

## 歴史
1928年（昭和3年）、開湯。泉源である旅館「湯元館」が開業。
1987年10月、三川村バイタリティ会館（愛称：新三川YOU&湯）が開業。

## アクセス
- JR磐越西線 三川駅より、北へ約4 km（車で約7分）。
- 新潟交通観光バス 三川駅－三川温泉－古岐線 「三川温泉入口」バス停（県道14号沿い）より徒歩約5分（平日のみ運行）。
- 三川駅～赤谷コミュニティワゴン「三川温泉入口」バス停より徒歩約5分（平日のみ運行）。
- 磐越自動車道 三川ICより、車で約12分。